# Edwardsiana praedestina
Edwardsiana praedestina är en insektsart som beskrevs av Dlabola 1967. Edwardsiana praedestina ingår i släktet Edwardsiana och familjen dvärgstritar.
Artens utbredningsområde är Mongoliet. Inga underarter finns listade i Catalogue of Life.